# International Standard Book Number

ISBN-13 reprezentat prin cod de bare EAN-13
(în acest caz ISBN 978-3-16-148410-0)

International Standard Book Number (ISBN, română Număr Standard Internațional de Carte) este un identificator numeric comercial pentru cărți, destinat să fie unic. Editorii cumpără sau primesc ISBN-uri de la o filială a Agenției Internaționale ISBN.
Un ISBN diferit este atribuit fiecărei ediții și variații a unei publicații, dar nu și unei retipăriri identice a unui articol existent. De exemplu, o carte electronică, o ediție broșată și una cartonată a aceleiași lucrări trebuie să aibă fiecare un ISBN diferit, dar o retipărire neschimbată păstrează același ISBN. ISBN-ul are zece cifre dacă a fost atribuit înainte de 2007 și treisprezece cifre dacă a fost atribuit după 1 ianuarie 2007. Metoda de atribuire a unui ISBN este specifică fiecărei țări și variază în funcție de mărimea industriei editoriale naționale.
Prima versiune a formatului ISBN a fost concepută în 1967, pe baza sistemului SBN (Standard Book Numbering) cu 9 cifre creat în 1966. Formatul de 10 cifre a fost dezvoltat de Organizația Internațională de Standardizare (ISO) și publicat în 1970 sub standardul ISO 2108. Orice SBN cu 9 cifre poate fi convertit într-un ISBN de 10 cifre prin adăugarea prefixului 0. Cărțile publicate privat pot apărea uneori fără ISBN. Agenția Internațională ISBN le poate atribui totuși un ISBN din proprie inițiativă.
Un identificator similar este ISSN (Numărul Standard Internațional pentru Serii), folosit pentru publicațiile periodice (ziare, reviste), iar ISMN este destinat partiturilor muzicale.

## Istoric
Sistemul SBN a fost un cod comercial cu 9 cifre folosit pentru identificarea cărților. În 1965, librăria britanică WHSmith a anunțat implementarea unui sistem de numerotare standardizat, dezvoltat ulterior de statisticianul Gordon Foster. ISO a adaptat sistemul britanic SBN pentru uz internațional, iar în 1967 ISBN-ul a fost conceput în Marea Britanie de David Whitaker și în SUA de Emery Koltay.
Formatul ISBN de 10 cifre a fost publicat oficial în 1970. Marea Britanie a continuat să utilizeze SBN până în 1974. Agenția Internațională ISBN este autoritatea responsabilă la nivel global pentru înregistrarea ISBN-urilor, operând sub coordonarea subcomitetului ISO TC 46/SC 9.
Un SBN se poate converti într-un ISBN adăugând un zero la început. De exemplu, „SBN 340 01381 8” devine ISBN 0-340-01381-8. Unele edituri foloseau SBN-uri de 12 cifre pentru a include prețul cărții în ultimele 3 cifre.
Din 1 ianuarie 2007, ISBN-urile au 13 cifre, compatibile cu codurile europene de bare („Bookland”). Din 2016, ISBN-urile sunt folosite și pentru a identifica jocuri mobile în China.
În 2020, SUA a fost cel mai mare utilizator al ISBN-urilor, cu 3,9 milioane înregistrate, urmată de Coreea de Sud (329.582), Germania (284.000), China (263.066), Regatul Unit (188.553) și Indonezia (144.793). Numărul total de ISBN-uri înregistrate în SUA până în 2020 a depășit 39 de milioane.

## Descriere
Fiecare ediție și variație a unei publicații (carte electronică, audiobook, ediție tipărită broșată sau cartonată) trebuie să aibă un ISBN distinct. Deși termenul „eISBN” este folosit colocvial pentru publicațiile electronice, acesta nu este oficial. ISBN-ul nu indică dacă o publicație este tipărită sau electronică.
Un ISBN de 13 cifre conține:
- prefixul GS1 (978 sau 979),
- grupul de înregistrare (țară sau limbă),
- codul editorului,
- codul publicației,
- o cifră de control.

Aceste secțiuni sunt despărțite prin cratime sau spații, dar nu au lungime fixă.

### Procesul de alocare a ISBN-urilor
Atribuirea ISBN-urilor este specifică fiecărei țări, în sensul că ISBN-urile sunt emise de agenția de înregistrare ISBN responsabilă pentru acea țară sau teritoriu, indiferent de limba în care este publicată cartea. Intervalele de ISBN-uri alocate unei anumite țări se bazează pe profilul editorial al respectivei țări și, prin urmare, aceste intervale variază în funcție de numărul de cărți publicate și de numărul, tipul și dimensiunea editorilor activi.
Unele agenții de înregistrare ISBN funcționează în cadrul bibliotecilor naționale sau al ministerelor culturii și pot primi finanțare directă de la guvern pentru a-și susține serviciile. În alte cazuri, serviciul de înregistrare ISBN este oferit de organizații precum furnizori de date bibliografice care nu beneficiază de finanțare guvernamentală.
În România, sistemul de numerotare standardizată a cărților – ISBN a fost introdus în anul 1989. Centrul Național ISBN din cadrul Bibliotecii Naționale a României coordonează aplicarea sistemului ISBN la nivel național prin înregistrarea editurilor de carte și acordarea codurilor ISBN pentru editare sistematică și ocazională. Centrul Național ISBN realizează și actualizează baza de date a editurilor de carte din România, parte componentă a Registrului Internațional al Editorilor administrat de Agenția Internațională ISBN din Londra.